# Церква святого великомученика Димитрія Солунського (Боришківці)
Церква святого великомученика Димитрія Солунського в Боришківцях — парафія і храм Борщівського благочиння Тернопільської єпархії Православної церкви України в селі Боришківці Чортківського району Тернопільської области.

## Історія церкви
У 1610 році в селі збудували капличку. Пізніше на тому ж місці з'явився храм святої Параскеви під ґонтом.
У 1924 році від удару блискавки він загорівся, але його вдалося загасити і добудувати. У 1926 році храм освятили на честь святого великомученика Димитрія Солунського.
Були проведені зовнішній та внутрішній ремонти храму і дзвіниці.

## Парохи
- о. Константин Красій (1935),
- о. Диркевич (1944—1957),
- о. Володимир Бибик (1957—1962),
- о. Богдан Назарович (1962—1984),
- о. Роман Водяний (1984),
- о. Євген Мушинський (1985—1986),
- о. Павло Мисак (1986—1992),
- о. Михайло Бобик (з 1992).